# Media Capital
Media Capital is een Portugees mediaconglomeraat. Het bedrijf bezit het meest bekeken televisiekanaal van het land, TVI, en neemt de tweede plaats in voor wat betreft marktaandeel op de radio, met Rádio Comercial, een nationale radiozender, Cidade FM, een netwerk van 10 lokale zenders, en nog een groot aantal andere radiozenders. Verder produceert het bedrijf ook televisieprogramma's en heeft het een aantal belangrijke internetpagina's en platenlabel FAROL. 
Het bedrijf is opgericht in 1992 als opvolger van SOCI, door Luís Nobre Guedes, en vandaag de dag is het eigendom van het Spaanse mediaconglomeraat Grupo PRISA. Media Capital is gevestigd in Queluz de Baixo, nabij Lissabon.